# پیز پلاوانا دادورا
پیز پلاوانا دادورا (به لاتین: Piz Plavna Dadora) یک کوه در سوئیس است که در کانتون گراوبوندن واقع شده‌است. پیز پلاوانا دادورا ۲٬۹۸۱ متر بالاتر از سطح دریا واقع شده‌است.